# 負の所得税
負の所得税（ふのしょとくぜい、英: negative income tax, NIT）は、所得税の課税方式のひとつであり、一定の収入のない人々に対して、徴税するのではなく直接給付するというもの。1940年代のジュリエット・ライス＝ウィリアムス、後には経済学者ミルトン・フリードマンの著書『資本主義と自由 (Capitalism and Freedom）』(1962)により展開された政策案である。

## モデル
負の所得税において、ある所得レベルの人々は課税されない。また、そのレベルを上回る所得のある者は、そのレベルを超える所得の一定割を支払う。そして、そのレベルを下回る者は、不足分すなわち所得がそのレベルを下回っている額の一定割の給付を受ける(全額ではない)。
これを施行する提案として典型的なのは、定額給付金と(固定税率)の組み合わせである。納税額の計算式は「所得額 × 負の所得税率 - 基礎控除額」となる。たとえば、負の所得税率が25%で、政府の基礎控除額が1万ドルであるとする。
- 年間所得が4万ドルの人は、納税額と給付額が同額となるため、納税しない。
- 年間所得が10万ドルの人は、1万5,000ドルを納税する。
- 年間所得が2万ドルの人は、5,000ドルが給付される。

## 動機
こうした税制は、政府の財政と、社会的目標である最低レベル所得保証を同時に達成する単一のシステムを施行することを動機とする。NITが施行されていれば、上記の社会目標が達成されているため、行政的には大した努力なしに最低賃金、フードスタンプ、公的扶助、社会保障プログラムといったものの必要性を排除できるかもしれず、しかも重複する援助プログラムのあるシステムに存在する落とし穴や逆インセンティブを避けられる。
最低賃金が、ある種の仕事を市場価格外に追いやる危険があるのに対し、NITは低賃金市場を混乱させない。
援助プログラムの蔓延（NITが置き換えようとするもの）は、逆インセンティブを提供しうる。所得レベルが増えれば援助が減って純所得上の損失を招くため、低賃金労働者が高い報酬の仕事を探す気がくじかれるということだ。これを（福祉の罠）という。NIT下における労働者は、少しでも稼げば常に一定の割合で儲かるので、労働へのインセンティブが常に一定となる。
負の所得税は、課税と福祉のシステムを担う膨大な公務員を排除するため、行政上のオーバーヘッドを削減する。こうした公務員の削減により節約されたリソースは、より生産的な活動に費やすことができる。
負の所得税はまた、自動安定化装置としての役割を直接的に果たすため、経済の（にわか景気と不景気の交代/バブルの生成と崩壊）サイクルに対して良い影響をもたらすことが期待されている。

## 批判
批判者が引き合いに出すような主な欠点は、ほぼ全ての所得ベース税制に見られるものだ。すなわち、不正行為を防止するにはそれなりの報告と監視が必要である、ということだ。他の懸念としては、納税者にとって不正行為の金銭的見返りが課せられる税の総額を上回りうるため、不正行為に手を染めるインセンティブがNITにおいては高まりうる、というものがある。批判者の主張によれば、不正取り締まりによる支出の増加が、現在の福祉サービスの解消による行政縮小分を上回ってしまうというのだ。
他の批判として、NITにおける受納者は失業時政府給付に等しい最低賃金を保証されるため、NITは労働へのインセンティブを減じうる、というものがある。1968年の合衆国で、労働のインセンティブへの影響を検証するための一連の研究が開始された。これらの研究が示したのは、最小限のディスインセンティブ（抑止力）が存在するが、給付金が伝統的福祉システムにより既に得られているのと同程度になるため、分析が困難ということである。こうした結果からは、既存のプログラムの強みをNITにより保持しつつ有意の抑止力は創造せず、しかも適用範囲を管理可能な人数に抑える、という明らかなジレンマが導かれる。
1. ｢刺激誘引付所得保障」計画と呼ばれ、労働意欲・労働能力を欠いた状況下では刺激誘引の政策は有効的に作用するとはいえない。
2. 所得申告を正確に把握することは酷く困難であり支給の前提となる環境構築は難しい。⇒公的扶助における差額支給は稼得所得に100％課税を行い最低保障水準を全額保証するというもので、これでは稼得所得を高めようという経済的誘因が消滅し、勤労意欲に決定的な悪影響を与る。(経済非効率の原因になる）さらに資力調査に行政の恣意性が関与し低所得者の福祉が損なわれる。
3. 負の所得税は所得不足に基づく貧困だけに有効で他には効果がない。

以上3点はサムエルソンの経済学講義から抜粋した。

## 具体的なモデル
ミルトン・フリードマンは、『資本主義と自由』の中で、負の所得税を以下のように説明している。
機械的に運用できるという点で最も望ましいのは、負の所得税である。現在、連邦者所得税は一人当たり600ドルの基礎控除(および10%の一律控除)がある。所得が基礎控除を100ドル上回る場合、すなわち課税対象所得が100ドルの場合には、言うまでもなくこの分の所得税を払わなければならない。一方、所得が基礎除を100ドル下回る場合、すなわち課税対象所得がマイナス100ドルの場合には、負の所得税を払う。負の所得税を払うとは、補助金を受け取ることである。負の所得税率が50%の場合には、50ドルを受け取る。全然所得がない場合で、他の控除が一切なく所得税率は一律だとすれば、基礎控除を600ドル下回るので、300ドル受け取ることになる。—ミルトン・フリードマン、『資本主義と自由』
フリードマンは、負の所得税率が高くなるほど、雇用獲得へのインセンティブを減ずることを恐れていた。また、彼は、負の所得税により他の全ての福祉・援助プログラムを直接置き換えるべきであると主張した。
負の所得税は合衆国議会で審議されるようになったが、フリードマンは負の所得税に逆効果となる他の望ましくない要素と抱き合わせになっているとして反対した。ミルトンは所得税そのものをなくすことを好んだが、当時それを廃止することが政治的に可能だとは思わないと発言しており、そのためより危険のない所得税の枠組みを提案したのだった。

### 固定税率を伴う負の所得税
報告と監視の手間はかなり大幅に減ずることが可能だ。固定税率と控除の組み合わせにより、負の所得税と実質的な税率累進の維持が極度に低い管理コストで実施される: これは（たとえば月給の中から）「すべての納税者に支給される控除への税」を払うことにより達成される。控除（支給される負の所得税）に対する税は、控除に名目固定税率を乗ずることで計算される。収入への課税は「源泉から」、たとえば雇用者から、直接徴収される。収入への課税額は、収入に名目固定税率を乗ずることで計算される。
この単純な方法により、（源泉で徴収される税率は固定でありながら）控除を上回る収入があれば正になる実質累進課税となる。そして、もし収入が控除より少なければ、累進する実質税率は、税務機関など一切無くても自動的に負になる。累進が正になる部分については、実質税率が名目固定税率に近くなるのは、非常に大きな収入がある場合のみだ。
控除への課税は、収入が控除額のレベルに達すると払い戻されるタックスクレジット（税額控除）として理解することもできる。このレベルは、納税額とタックスクレジットの額が等しくなる点を示す。この点を超えれば、国家が納税者から税金を得る。この点に達さなければ、国家は納税者に税金を支払う。
負の所得税を「伴わない」固定税率の実施には、実際には負の課税を「避ける」ための「追加の」努力が必要となる。こうした税において、控除は収入を知らされた後に初めて支払うことが可能となる。負の所得税を「伴う」固定税率の実施は、実際の収入額とは独立に控除への税を支払うことを可能とする。

## 実施
この概念は、一部の人々の間では長くポピュラーだったが、その実施が政治的に可能なことはこれまでなかった。理由のひとつは、たいていの国における現行税法が非常に複雑でゆるぎない性質を持っているためである。どのようなNITシステムでも、これらを書き換える必要がある。とはいえ、一部の国では還付可能な（無駄にならないrefundable/non-wastable）、相殺すべき税負担がない場合にも支払われるタックスクレジットを導入しており、この例としては合衆国の勤労所得税額控除（ETIC）や、イギリスの勤労者タックスクレジットがある。
リチャード・ニクソン大統領治政下では、あるNITの案が議会を通過しそうになったことがある。当初フリードマンはこれに向けたロビー活動を精力的に行っていたが、このNIT案が現行システムを置き換えず、その追加となることになったため、フリードマンはそのために戦うことをやめた。
また、負の所得税は、公的扶助に比べ優れているとする声も多い。なぜなら公的扶助のように役所で給付を受けることに伴う恥じらいが無くなり、かつミーンズテストにかかるコストの大半が抑えられるからである。加えて負の所得税の場合、収入の低い人々にのみ給付を行うため、財源確保の観点ではベーシックインカムより実現の可能性が高い。しかしながら大きなデメリットが存在する。それは、負の所得税が労働意欲の減退につながる政策であるということだ。なぜなら、負の所得税はベーシックインカムと同様、一切就労しなくとも金銭を得ることが出来る制度であるためだ。上記の例の場合、勤労収入がゼロでも年90万の手取りがあるため、工夫すれば不自由なく生活を送ることができる。これにより、健康な人であっても、就労という選択肢を選ばない人が続出するかもしれない。この点を改善したのが次に述べる給付付き税額控除と呼ばれるものである。
池田信夫は「負の所得税は、その効率性が原因でどの国でも実施されていない。大量の官僚が職を失うからである」と指摘している。
1968年から1979年にかけて、負の所得税の最大の社会実験が合衆国で実施された。実験は次の4つである:
1. ニュージャージー、ペンシルベニア両州の都市部、1968-1972（1300世帯）。
2. アイオワ、ノースカロライナ両州の農村部、1969-1973（800世帯）。
3. インディアナ州ゲーリー、1971-1974（1800世帯）。
4. シアトルおよびデンバー、1970-1978（4800世帯）。